# Wolfram Rieger
Wolfram Rieger (geboren in Waldsassen) is een Duitse pianist.

## Opleiding
Rieger kreeg zijn eerste pianolessen van zijn ouders en later van Konrad Pfeiffer in Regensburg.  Hij ontwikkelde snel een sterke affectie voor liedinterpretatie en zette daarom zijn studies verder aan de Musikhochschule van München bij de befaamde liedpianisten Erik Werba en Helmut Deutsch. Nadat hij in 1987 met onderscheiding zijn diploma behaalde, nam hij deel aan masterclasses van Elisabeth Schwarzkopf en Dietrich Fischer-Dieskau. 

## Loopbaan
In 1987 begon hij les te geven aan de Musik-hochschule van München waar hij in 1991 aan het hoofd kwam te staan van zijn eigen liedklas voor zangers en pianisten. In 1993 en 1994 begeleidde hij de liedklas aan de Musikhochschule Hanns Eisler in Berlijn. Sinds 1998 leidt hij ook hier zijn eigen liedklas. Daarnaast werkte Wolfram Rieger verscheidene malen als assistent mee aan masterclasses van Brigitte Fassbaender, Elisabeth Schwarzkopf en Hans Hotter. 
Als begeleider van liedrecitals en in kamermuziekverband verschijnt Wolfram Rieger regelmatig op talrijke belangrijke concertpodia in Europa, Noord-Amerika, Midden- en Verre Oosten. Zo speelde hij onder meer op de Schubertiade in Schwarzenberg, in het Concertgebouw Amsterdam, Wigmore Hall Londen, Carnegie Hall in New York, Konzerthaus Wien, Salzburger Festspiele. 
Wolfram Rieger geniet grote bekendheid als vaste pianist van Brigitte Fassbaender, Barbara Bonney, Juliane Banse, Michelle Breedt, Thomas Hampson, Dietrich Fischer-Dieskau, Olaf Bär, Peter Schreier, Matthias Goerne, Christoph Prégardien en als kamermuziekpartner van het Cherubini Quartett, het Petersen Quartett en het Vogler Quartett.
In 1997 kreeg Wolfram Rieger de eremedaille van de Franz-Schubert-Stichting van Barcelona.